# På spaning efter den tid som flytt. 7, Den återfunna tiden
På spaning efter den tid som flytt. 7, Den återfunna tiden är en roman av Marcel Proust, utgiven i Frankrike år 1927. Franska originalets titel är Le Temps Retrouvé. Gunnel Vallquist översatte romanen till svenska 1982 och den kom ut i sin senaste tryckning på Albert Bonniers Förlag 1993. Romanen är den sista i en svit om sju böcker – På spaning efter den tid som flytt.

## Handling
Denna sista del kan i stort sett sägas bestå av tre avsnitt. I den första delen hamnar den nu lätt medelålders berättaren åter i barndomens Combray tillsammans med sin gamla vän Gilberte Saint-Loup, född Swann. Den andra delen skildrar huvudsakligen Paris under första världskriget och ett märkligt möte med den åldrande och alltmer dekadente baron de Charlus och dennes evige faktotum Jupien. I det sista partiet, som utspelar sig omkring 1920, återvänder berättaren efter en tids frånvaro till societeten och besöker en middag hos fursteparet Guermantes. De sociala skikten har numera smält samman. Furst de Guermantes, änkling och stor förlorare på aktiebörsen, har äktat den relativt nyblivna änkan madame Verdurin, en gång borgerskapets mest kända salongsvärdinna. Berättaren möter flera gamla bekanta, svårt åldrade, på middagen såsom hertigparet Guermantes, Charlus och Jupien, Gilberte samt vännen Saint-Loups förra älskarinna Rachel, nu uppburen skådespelerska. I en rad vemodiga återblickar hinner författaren reflektera över enskilda människoöden och även knyta ihop en rad lösa trådar i handlingen. Framtiden och ungdomen representeras dock även av den unga mademoiselle Saint-Loup, barnbarn till Swann och Odette. Under middagen får författaren även impulsen att skriva den roman som läsaren i stort sett tagit sig igenom vid det laget och de sista sidorna skildrar enbart tillvägagångssättet och förhoppningarna om att kunna fullborda det väldiga verket.